# Centre d'information sur la Corée du Nord
Le Centre d'information sur la Corée du Nord (hangeul : 북한자료센터 ; hanja : 北韓資料센터) est une institution créée le 22 mai 1989. Elle relève du Ministère de l'Unification et est consacré à la collecte et à l'étude des documents relatifs à la Corée du Nord. Le centre, situé au cinquième étage de la Bibliothèque nationale de Corée à Séoul, possède une vaste collection de plus de 100 000 publications et vidéos nord-coréennes, dont toutes les éditions du Rodong Sinmun et les œuvres complètes de Kim Il-sung et Kim Jong-il.
C'est l'institution avec le plus grand nombre de documents liés à la Corée du Nord.

## Historique
Le centre documentaire a été créé le 22 mai 1989,,. À sa création, il était situé dans un bureau de poste à Gwanghwamun à Séoul,. Le 28 juillet 2009, le centre change de locaux pour être hébergé au cinquième étage de la Bibliothèque nationale de Corée au sud de Séoul,. Depuis sa création, le centre est sous l'autorité du ministère de l'Unification,,.

### Déplacement dans un nouveau centre
L'agence sud-coréenne Yonhap rapporte qu'un nouveau bâtiment devrait être construit pour 2025 coûtant 37,6 millions de dollars, et qui hébergerait le centre d'information,. La bibliothèque nationale de Corée explique que le centre manque dans place dans ses locaux,. En 2016, un responsable du centre expliquait « j'ai l'espoir d'agrandir le centre pour qu'il n'y ait pas seulement des livres mais aussi des expositions et des espaces interactifs qui puissent informer un peu plus les gens sur la Corée du Nord ». 

## Collections
En 2010, le centre comptait 96 000 documents.
En 2013, le centre comptait 102 097 documents.
En 2014, le centre comptait environ 104 000 documents relatifs à la Corée du Nord, dont 72 000 livres, 12 000 périodiques, 3 000 dossiers, 8 200 documents audio et vidéo, 6 700 publications du Ministère de l'Unification, et 2 300 films nord-coréens. La plupart des ressources sont en langue coréenne
En 2018, le centre possédait 110 000 documents dont 30 000 provenait directement de Corée du Nord.
En 2021, le centre comptait près de 114 000 documents.
Outre la propagande politique, sa collection comprend également des livres pour enfants, des manuels scolaires et des objets du quotidien.
Le centre ne permet pas d'exploiter les sources que sont la KCTV et la KCNA.
Le centre dispose de tous les numéros du Rodong Sinmun, du Minju Joson et les œuvres complètes de Kim Il-sung et Kim Jong-il.
De petites vitrines sont présentes dans le centre exposant des billets, des timbres et des objets personnels comme des vêtements ou des jouets de Corée du Nord.

### Méthodes d'acquisition
Le centre a obtenu ces matériaux par le biais de la liaison officielle avec Pyongyang ou en les achetant en Russie et en Chine. Des documents ont été obtenu à travers des agences sud-coréennes qui travaillent avec des sociétés chinoises qui elles-mêmes ne sont pas directement liées au régime nord-coréen.

## Missions
Le centre se consacre à la collecte et à l'étude des documents relatifs à la Corée du Nord, qu'il soit issue de Corée du Nord produit en Corée du Sud ou ailleurs dans le monde.
À date de juin 2010, le centre d'information à signé des accords d'échange d'informations et de ressources avec aux total 16 institutions sud-coréennes.

## Activités

### Séminaires
Le centre organise des colloques de spécialistes sur la Corée du Nord. Entre 1989 et 2012 le centre a organisé 674 rencontres réunissant au total plus de 70 000 participants.

### Diffusion de film
Chaque mois depuis 1990, il est organisé au centre une diffusion public d'un film nord-coréen et depuis 2006 dans neuf autres endroits de la Corée du Sud.

### Sites internet
Le centre dispose d'un site web : https://unibook.unikorea.go.kr/ et d'un portail web : https://nkinfo.unikorea.go.kr/,.
En mai 2021, le centre rend accessible la recherche par nom pour les 730 000 articles du Rodong Sinmun depuis son site web,.

## Conditions d'accès
Le centre est « ouvert au public » mais l'accès aux documents pour les chercheurs est compliqué, il est nécessaire de fournir de nombreux documents. Pour faire des copies ou vérifier une information précise, il faut une copie de sa carte d'identité, une lettre de recommandation et signer un document promettant de n'utiliser les ressources demandées que dans le but précis exposé avant sa lecture, tout en respectant les délais de prêt.
Pour les chercheurs sud-coréens, la consultation de documents nord-coréennes peut être considéré comme étant une violation de la loi sur la sécurité nationale,,, mais depuis 1989 ils peuvent accéder aux ressources sur la Corée du Nord avec une autorisation préalable.
Avant 2005, les étagères du centre ne contenaient que des listes sans livres.

## Fréquentation
Le centre reçoit environ 350 personnes par mois dans ses locaux ou 15 à 20 personnes par jour.
Le centre accueille beaucoup de personnes étrangères, et nettement plus en comparaison des autres bibliothèques de Séoul. Le centre est très visité par des chercheurs, mais il est aussi visité par des universitaires et des étudiants par curiosité mais de manière plus ponctuelle.

## Réputation
Il s'agit d'un centre important pour l'étude de la Corée du Nord pour les chercheurs coréens et étrangers,,. Il est considéré comme étant « une Mecque de la recherche » pour les experts de la Corée du Nord.